# Ямушан-Ключи
Ямушан-Ключи — деревня в Кизнерском районе Удмуртии, входит в Балдеевское сельское поселение.

## География
Находится в 13 км к югу от Кизнера, в 55 км к юго-западу от Можги и в 130 км к юго-западу от Ижевска.

## Население
| 2010 | 2012 | 2015 |
| ---- | ---- | ---- |
| 3    | ↘1   | ↘0   |